# Lijst van voetbalinterlands Albanië - Noord-Ierland (vrouwen)
Deze lijst van voetbalinterlands is een overzicht van alle officiële voetbalwedstrijden tussen de nationale vrouwenteams van Albanië en Noord-Ierland. De landen hebben tot nu toe twee keer tegen elkaar gespeeld.

## Wedstrijden
| № | Plaats  | Datum             | Competitie                          | Wedstrijd               | Uitslag |
| - | ------- | ----------------- | ----------------------------------- | ----------------------- | ------- |
| 1 | Belfast | 26 september 2023 | UEFA Women's Nations League 2023/24 | Noord-Ierland − Albanië | 1 − 0   |
| 2 | Shkodër | 1 december 2023   | UEFA Women's Nations League 2023/24 | Albanië − Noord-Ierland | 0 − 4   |

## Samenvatting
| Competitie                  | Totaal gespeeld | Winst Albanië | Gelijk | Winst Noord-Ierland | Doelsaldo Albanië – Noord-Ierland |
| --------------------------- | --------------- | ------------- | ------ | ------------------- | --------------------------------- |
| UEFA Women's Nations League | 2               | 0             | 0      | 2                   | 0 − 5                             |
| Totaal                      | 2               | 0             | 0      | 2                   | 0 − 5                             |